# قلب الحصى (رواية)
قلب الحصى (بالإنجليزية: Gravel Heart) هي تاسع رواية لعبد الرزاق قرنح. الحاصل على جائزة نوبل للأدب نشرت لأول مرة عن  دار نشر بلومزبري في 1 أغسطس 2017.  تدور الحبكة في أواخر القرن العشرين وتتبع قصة سليم، الذي ينتقل من زنجبار إلى المملكة المتحدة، وهو يتأمل في انفصال والديه. يرجع أصل العنوان إلى عبارة مستخدمة في مسرحية الصاع بالصاع لشكسبير.في رواية قلب الحصى، يوظف الكاتب شخصية "سليم عبدالله" كراوٍ لتقديم سرد واسع لتاريخ زنجبار الحديث، بدءًا من الحقبة السابقة للاحتلال البريطاني، مرورًا بفترة الهيمنة الاستعمارية، ثم مرحلة الثورة والاستقلال، تليها فترة الحكم الاشتراكي التي تميزت بحملات التصفيات، القمع، والاعتقالات، وصولًا إلى التحول نحو نظام أقرب إلى الرأسمالية. وقد نجح الكاتب في نسج هذه الأحداث التاريخية لتكون بمثابة خلفية سردية تعكس واقع "سليم" المعاش، بالإضافة إلى ما يكشفه تدريجيًا من تفاصيل حول حياة جديه من جهة الأب والأم.
تلقت الرواية مراجعات إيجابية من النقاد. ووصفتها سوزي فيي، التي كتبت في الفاينانشيال تايمز، بأنها «مكتوبة بأناقة وحزينة بلا هوادة» وأشادت بفحصها للاستعمار البريطاني. في مراجعة لملحق التايمز الأدبي، أشاد تادزيو كولب بالقسم الأخير من الرواية ورواية قرنح للقصص.

## ملخص الرواية
تحط بنا «قلب من حصى» مع بدايتها في جزر زنجبار في أعقاب الحكم البريطاني وما حلّ بها من اضطرابات وعنف وقمع على أيدي الثوار والنظام الجديد. وقد اختار المؤلف في هذه الرواية سردا يستخدم تقنية الراوي بضمير الأنا، متمثلا في البطل سليم، الطفل البالغ من العمر 7 سنوات. ويطبع الرواية نسق زمني كلاسيكي متنامي ومتسلسل في تطوره السردي والكرونولوجي في كامل أطوار القصة، انطلاقا من سنوات الثورة (1964-1975) التي أعقبت انهيار الحكم البريطاني والتي وصفتها عالمة الأنثروبولوجيا ماري أود فوري، من المعهد الفرنسي للأبحاث في افريقيا، بـ»السنوات المظلمة».. «كانوا يشاهدون ضباط الشرطة البريطانية وهم يتجولون مجردين من السلطة والنفوذ.. فخروج القوى الغاصبة وعملائها كان أمرا لا مفر منه».
يلقي السرد الروائي الضوء على الجدّ لأم سليم، الذي زار عددًا من بلدان الشرق الأوسط ودرس في إسكتلندا، حيث تأثر بالأفكار المناهضة للاستعمار التي كانت سائدة آنذاك، وبنضال قادة وطنيين مثل سعد زغلول، المهاتما غاندي، جواهر لال نهرو، الحبيب بورقيبة، و تيتو. وقد انخرط لاحقًا في النضال الوطني ضد الاستعمار، ما أدى إلى مأساة تنعكس في الرواية من خلال سرد سريع وموجز، وكأن الكاتب يتعمّد تجاوزها دون التوقف عندها: "أُخذ أباهما من قبل الثوار ولم يرياه بعد ذلك مطلقًا، لم يُعاد جثمانه أو يتم الإعلان عن وفاته. لقد اختفى!"
تتشارك أسرة سليم المسكن مع خاله، الذي كان حينها تلميذًا في المدرسة وسيغدو لاحقًا بمثابة الأخ الأكبر له. ورغم الضائقة المادية، عاشت الأسرة برضا وقناعة. غير أن الطفولة السعيدة لسليم تشهد اضطرابات تدريجية لم يستوعبها لصغر سنه، وتنتهي بانفصال والديه. يغادر الأب البيت، فيما يبقى سليم في رعاية والدته وخاله، الذي ينهي دراسته الثانوية ويحصل على منحة لمتابعة دراسته في بريطانيا، حيث يتخرج لاحقًا ويتزوج، ثم يلتحق بالسلك الدبلوماسي ويُعيّن موظفًا في السفارة التنزانية بلندن.
عند إنهاء سليم لدراسته الثانوية، يساعده خاله في الانتقال إلى بريطانيا لمتابعة دراسته الجامعية، ويستضيفه في منزله. تبدأ حينها مرحلة جديدة في حياة سليم، تتسم بتجارب قاسية تُعبر عن ما يعيشه معظم المهاجرين من صدمات ثقافية نتيجة التفاعل بين الموروث الثقافي الشرقي والنمط الغربي. وتُبرز الرواية الصراع الداخلي في محاولة الوعي الجمعي التوفيق بين ثقافتين: إحداهما تسكن في الفرد، والأخرى يسكن فيها.
تتوالى الأحداث في بريطانيا على نحو يعكس مشهدًا متغيرًا دائمًا، بينما تظل علاقة سليم بوالدته، التي واظب على مراسلتها وتلقي ردودها، هي الثابت الوحيد في حياته الجديدة. وتكتسب الرسائل بينهما طابعًا خاصًا، لا سيما التحية المميزة التي يستهل بها سليم رسائله: "Salamu na baada ya salamu". كما لا يغفل الكاتب الإشارة إلى ظاهرة العنصرية، سواء تلك التي يمارسها السكان البيض تجاه المهاجرين، أو العنصرية المتبادلة بين الأقليات نفسها.
تتسارع وتيرة الرواية لتصل إلى خاتمتها بعودة سليم إلى زنجبار في زيارة قصيرة، تحمل طابعًا شخصيًا وسعيًا لاكتشاف الحقيقة الكامنة وراء انفصال والديه وتعاسة العائلة. يُعالج الكاتب هذا الجزء بأسلوب رصين وهادئ، دون ميل إلى التهويل أو الخطاب الإيديولوجي، مُقدّمًا نقدًا مستترًا للأنظمة الوطنية التي خلفت الاستعمار في العديد من دول العالم الثالث، والتي رغم تحررها لم تنجح في الحفاظ على مقومات الدولة الحديثة أو في تحقيق تطلعات شعوبها.
تُختتم الرواية بتساؤلات وجودية يطرحها سليم حول جدوى بقائه في الغربة، وما يمكن أن تمثله بريطانيا من مصلحة في شخص مهاجر مثله. كما يتأمل في المغزى من وجود شخصيات مثل والده، ليخلص إلى استنتاج عبثي مفاده أن "بعض الناس لهم فائدة في المجتمع حتى لو كان ذلك مجرد تضخيم للحشد".
تُعد رواية قلب الحصى عملًا أدبيًا يجمع بين الطابع السردي البسيط والمضمون التاريخي العميق، حيث تتميز بلغتها السلسة وتشويقها المستمر دون الوقوع في فخ الحشو. ويجد كثير من القراء أنفسهم أو أشخاصًا يعرفونهم في شخصيات الرواية أو في مواقفها، لما تحمله من صدق واقعي وتجربة إنسانية مشتركة.

## الأسلوب
تتميّز تطورات الأحداث في الرواية بوتيرة سريعة، مدعومة بأسلوب سردي غني ودقيق في الوصف، يضمن تفاعل القارئ مع النص دون شعور بالرتابة، إذ تنقله الرواية بين مشاعر متضاربة من الفرح إلى الحزن فالغضب. كما توحي الأجواء العامة للرواية وكأنّها تدور في مدينة عدن اليمنية، لما بين المدينتين ـ زنجبار وعدن ـ من تقاطعات تاريخية وثقافية، ولكونهما مدينتين ساحليتين تطلان على المحيط الهندي وتتميزان بتركيبة سكانية متنوّعة ذات جذور إثنية وثقافية متعددة